# Parijs-Roubaix 1919
De 20e editie van de wielerwedstrijd Parijs-Roubaix werd gereden op 20 april 1919. De wedstrijd was 280 km lang. Van al de deelnemers wisten er 25 de eindstreep te halen. De wedstrijd werd gewonnen door Henri Pélissier.
Vanwege oorlogsschade moet de route op een aantal plaatsen worden aangepast, grote delen van Noord-Frankrijk lagen nog in puin. 

## Uitslag
| Plaats  | Naam              | Tijd      |
| ------- | ----------------- | --------- |
| Winnaar | Henri Pélissier   | 12u15’00” |
| 2       | Philippe Thys     | z.t.      |
| 3       | Honoré Barthélémy | z.t.      |
| 4       | Louis Heusghem    | +1’00”    |
| 5       | Alex Michiels     | z.t.      |
| 6       | Francis Pélissier | +10’00”   |
| 7       | Jean Rossius      | +15’00”   |
| 8       | Émile Masson      | +15’30”   |
| 9       | Eugène Christophe | +16’00”   |
| 10      | Alfred Steux      | +24’00”   |

1896 · 
1897 · 
1898 · 
1899 · 
1900 · 
1901 · 
1902 · 
1903 · 
1904 · 
1905 · 
1906 · 
1907 · 
1908 · 
1909 · 
1910 · 
1911 · 
1912 · 
1913 · 
1914 · 
1915 · 
1916 · 
1917 · 
1918 · 
1919 · 
1920 · 
1921 · 
1922 · 
1923 · 
1924 · 
1925 · 
1926 · 
1927 · 
1928 · 
1929 · 
1930 · 
1931 · 
1932 · 
1933 · 
1934 · 
1935 · 
1936 · 
1937 · 
1938 · 
1939 · 
1940 · 
1941 · 
1942 · 
1943 · 
1944 · 
1945 · 
1946 · 
1947 · 
1948 · 
1949 · 
1950 · 
1951 · 
1952 · 
1953 · 
1954 · 
1955 · 
1956 · 
1957 · 
1958 · 
1959 · 
1960 · 
1961 · 
1962 · 
1963 · 
1964 · 
1965 · 
1966 · 
1967 · 
1968 · 
1969 · 
1970 · 
1971 · 
1972 · 
1973 · 
1974 · 
1975 · 
1976 · 
1977 · 
1978 · 
1979 · 
1980 · 
1981 · 
1982 · 
1983 · 
1984 · 
1985 · 
1986 · 
1987 · 
1988 · 
1989 · 
1990 · 
1991 · 
1992 · 
1993 · 
1994 · 
1995 · 
1996 · 
1997 · 
1998 · 
1999 · 
2000 · 
2001 · 
2002 · 
2003 · 
2004 · 
2005 · 
2006 · 
2007 · 
2008 · 
2009 · 
2010 · 
2011 ·
2012 · 
2013 ·
2014 ·
2015 ·
2016 ·
2017 ·
2018 ·
2019 ·
2020 · 
2021 · 
2022 · 
2023 · 
2024 · 
2025